# بک، استان خوست
بک (به لاتین: Bäk) یک منطقهٔ مسکونی در افغانستان است که در ولسوالی باک واقع شده‌است. بک ۱٬۱۳۷ متر بالاتر از سطح دریا واقع شده‌است.